# Вудвілл (округ Калумет, Вісконсин)
Вудвілл (англ. Woodville) — місто (англ. town) в США, в окрузі Калумет штату Вісконсин. Населення — 850 осіб (2020).

## Демографія
Згідно з переписом 2010 року, у місті мешкало 980 осіб у 337 домогосподарствах у складі 287 родин. Було 352 помешкання
Расовий склад населення:
| - 96,9 % — білих - 0,6 % — корінних американців - 0,3 % — чорних або афроамериканців - 0,2 % — вихідців з тихоокеанських островів - 0,2 % — азіатів - 1,2 % — осіб інших рас |

До двох чи більше рас належало 0,5 %. Частка іспаномовних становила 3,6 % від усіх жителів.
За віковим діапазоном населення розподілялося таким чином: 27,2 % — особи молодші 18 років, 59,6 % — особи у віці 18—64 років, 13,2 % — особи у віці 65 років та старші. Медіана віку мешканця становила 41,6 року. На 100 осіб жіночої статі у місті припадало 105,0 чоловіків;  на 100 жінок у віці від 18 років та старших — 112,8 чоловіків також старших 18 років.
Середній дохід на одне домашнє господарство  становив 78 268 доларів США (медіана — 66 016), а середній дохід на одну сім'ю — 88 630 доларів (медіана — 76 477). Медіана доходів становила 52 353 долари для чоловіків та 38 958 доларів для жінок. За межею бідності перебувало 2,6 % осіб, у тому числі 0,0 % дітей у віці до 18 років та 9,7 % осіб у віці 65 років та старших.
Цивільне працевлаштоване населення становило 510 осіб. Основні галузі зайнятості: виробництво — 33,3 %, освіта, охорона здоров'я та соціальна допомога — 14,1 %, будівництво — 10,2 %, сільське господарство, лісництво, риболовля — 9,4 %.